# Fleur East
Fleur East (Walthamstow, 29 ottobre 1987) è una cantante e conduttrice radiofonica britannica.
Ha iniziato la sua carriera facendo parte del gruppo Addictiv Ladies, partecipando alla seconda edizione di The X Factor del Regno Unito nel 2005. Nel 2014 si è di nuovo presentata al talent, ma singolarmente, classificandosi al secondo posto, alle spalle del suo compagno di categoria Ben Haenow. Nel 2015 ha pubblicato l'album di debutto Love, Sax and Flashbacks, anticipato dal singolo Sax che ha raggiunto i primi posti delle classifiche mondiali.

## Carriera

### 2005-2013: LeAddictiv Ladies, l'ingresso nella musica eShe
Nel 2005 ha partecipato alla seconda edizione talent show The X Factor britannico come membro del gruppo Addictiv Ladies, eliminato al primo live settimanale.
Nel 2011 viene presentata al produttore e disc jockey DJ Fresh, che la fa esibire in diverse stazioni radiofoniche, tra le quali la BBC Radio 1, una delle più famose in Inghilterra.
Nell'anno successivo collabora all'album Nextlevelism di Fresh, essendo un featuring nel brano Turn It Up.
Partecipa al suo Tour, contando la presenza della ragazza in numerose e importanti tappe come T4 on the Beach, V Festivaland e iTunes Festival.
A gennaio 2012 pubblica due suoi singoli inediti, Broken Mirror e Turn The Lights On.
Tra il 2012 e il 2013 partecipa a diversi singoli: The One (Horx & P3000) e One In A Million (Drumsound & Bassline Smith).
A dicembre 2013 pubblica l'EP She, gratuito e contenente cinque tracce: Mirror Mirror, Look Again, She, Echo e Super Rich Royals, quest'ultima una cover fusione dei brani Super Rich Kids di Frank Sinatra e Royals di Lorde.

### 2014-2017: Il ritorno ad X Factor,Saxe il primo album in studio
A inizio 2014 è entrata in depressione, ma i suoi amici hanno saputo come aiutarla, spingendola a partecipare alle audizioni della undicesima edizione di The X Factor.
Dopo aver superato le audizioni, i Bootcamp e le Home Visit è riuscita ad accedere ai live show e alla fine del programma si è classificata al secondo posto, preceduta da Ben Haenow, il vincitore.
Nel 2015 ha stretto un contratto con l'etichetta discografica di Simon Cowell, la Syco Music. Con essa, pubblica il 6 novembre 2015 il singolo Sax, che farà parte del suo primo album in studio. Sax ha debuttato alla terza posizione nella classifica britannica, preceduto da Hello di Adele e Sorry di Justin Bieber. Il 4 dicembre, esce il suo primo album in studio: Love, Sax and Flashbacks, contenente diversi brani inediti e la cover di Uptown Funk di Bruno Mars eseguita durante The X Factor.  Il brano Breakfast dell'album raggiunge la posizione nº 168 nella classifica.
Il 5 gennaio 2016 pubblica il singolo More and More, secondo estratto da Love, Sax and Flashbacks. Nei mesi successivi firma un contratto con la Columbia Records per la promozione della sua carriera anche fuori dal territorio britannico. Nell'ottobre 2017 viene annunciata la fine dei rapporti professionali fra Fleur East e Syco.

### 2018-presente: carriera in TV e radio,Fearless
Nel 2018 prende parte come concorrente al reality show I'm a Celebrity...Get Me Out of Here!, dove si qualifica quarta. Concluso il reality pubblica il singolo Favourite Thing in qualità di artista indipendente e debutta come conduttrice radiofonica all'interno di uno show mattutino dell'emittente Hits Radio. East ottiene una forte popolarità come conduttrice radiofonica, venendo così riconfermata alla conduzione di trasmissioni dell'emittente negli anni successivi.
Dopo l'uscita di altri singoli, East pubblica il suo secondo album in studio Fearless il 20 marzo 2020. Nel successivo dicembre 2020 esce il singolo natalizio You're Christmas To Me.

## Stile musicale e influenze
Fleur definisce la sua musica "urbana con qualche twist" e ha rivelato che le sue maggiori ispirazioni sono Janet Jackson, Ciara, Michael Jackson, Alicia Keys, Rihanna, Sade, Emeli Sandé, Cher Lloyd, Tinashe, Jessie Ware, Florence Welch, Dev, e le Icona Pop.

## Discografia

### Album in studio
- 2015 – Love, Sax and Flashbacks
- 2020 – Fearless

### EP
- 2013 – She

### Singoli
- 2012 – Broken Mirror
- 2012 – Turn The Lights On
- 2015 – Sax
- 2016 – More and More
- 2019 – Favourite Thing
- 2019 – Figured Out
- 2019 – Size
- 2020 – Lucky
- 2020 – Mine
- 2020 – Not Alone
- 2020 – You're Christmas to Me
- 2023 – Count the Ways

### Collaborazioni
- 2012 – The One (Horx & P3000 feat. Fleur East)
- 2013 – One In A Million (Drumsound & Bassline Smith feat. Fleur East)
- 2014 – Around and Around (Cicada feat. Fleur East)